# Дівчина з татуюванням дракона (фільм, 2009)
«Дівчина з татуюванням дракона» (швед. Män som hatar kvinnor) — детективний трилер 2009 року режисера Нільса Ардена Оплева. Шведська екранізація роману «Чоловіки, що ненавидять жінок» шведського журналіста і письменника Стіга Ларссона з трилогії «Міленіум». У головних ролях задіяні Мікаел Нюквіст та Нумі Рапас. Дата випуску фільму: 27 лютого 2009 року (Швеція, Данія).

## Сюжет
Мікаель Блумквіст — талановитий журналіст, який вірою і правдою добивається справедливості в найскандальніших справах, — несподівано терпить фіаско в своїй діяльності, внаслідок чого вимушений відбути термін позбавлення волі.
У той же час впливова людина Хенрік Вангер доручає йому справу про пошук своєї племінниці, яка таємничим чином зникла з маєтку Вангерів, і про яку ось вже безліч років немає жодних новин. А спроби Хенріка розшукати родичку так само не приводять до позитивних результатів. Будучи скептиком, Мікаель спочатку не вірить в успіх, але незабаром виявляє заплутану і жахливу історію, пов'язану з сімейством Вангерів. У цьому журналістові допомагає неординарна особа Лісбет Саландер, яка славиться не лише геніальним розумом, фотографічною пам'яттю, але і прекрасними хакерськими здібностями.
Оцінка глядачів на сайті IMDB — 7.8 бала з 10.

## У ролях
- Мікаель Ніквіст — Мікаель Блумквіст
- Нумі Рапас — Лісбет Саландер
- Лєна Ендре — Еріка Бергер
- Свен-Бертіль Таубе — Генріх Вангер
- Пітер Абер — Мартін Вангер
- Петер Андерссон — Нільс Бюрман
- Маріка Лагеркранц — Сесілія Вангер
- Інгвар Хірдвол — Дірк Фруде
- Б'єрн Гранат — Густав Морель
- Єва Фрелінг — Харіет Вангер
- Гуннель Ліндблум — Ізабелла Вангер

## Нагороди
| Асоціація                                | Категорія                       | Номінант          | Результат |
| ---------------------------------------- | ------------------------------- | ----------------- | --------- |
| BAFTA                                    | Найкращий неангломовний фільм   |                   | Перемога  |
| Кінопремія «Вибір критиків»              | Найкращий фільм іноземною мовою | Нільс Арден Оплев | Перемога  |
| Empire Awards                            | Найкращий трилер                |                   | Перемога  |
| Empire Awards                            | Найкраща акторка                | Нумі Рапас        | Перемога  |
| Золотий жук                              | Приз глядацьких симпатій        | Нільс Арден Оплев | Перемога  |
| Золотий жук                              | Найкраща акторка                | Нумі Рапас        | Перемога  |
| Золотий жук                              | Найкращий фільм                 | Søren Stærmose    | Перемога  |
| Houston Film Critics Society Award       | Найкращий фільм іноземною мовою |                   | Перемога  |
| New York Film Critics Online Award       | Акторський прорив               | Нумі Рапас        | Перемога  |
| Palm Springs International Film Festival | Приз глядацьких симпатій        | Нільс Арден Оплев | Перемога  |
| Satellite Award                          | Найкраща акторка                | Нумі Рапас        | Перемога  |
| Satellite Award                          | Найкращий фільм іноземною мовою |                   | Перемога  |